# Aadahl
Aadahl hoặc Ådahl là một họ người. Những người đáng chú ý có mang họ này bao gồm:
- Bo Ådahl (1932-2000), nhà ngoại giao người Phần Lan
- Erik Aadahl (sinh năm 1976), biên tập viên âm thanh người Mỹ
- Simon và Frank Ådahl, thành viên của nhóm nhạc Thụy Điển Edin-Ådahl
- Thorvald Aadahl (1882-1962), biên tập viên, nhà văn và nhà viết kịch người Na Uy